# موتور خرمشهر چاه حسن
موتور خرمشهر چاه حسن یک منطقهٔ مسکونی در ایران است که در دهستان جازموریان واقع شده‌است. موتور خرمشهر چاه حسن ۲۴۲ نفر جمعیت دارد.